# Motta d'Affermo
Motta d'Affermo es una localidad italiana de la provincia de Mesina, región de Sicilia, con 886 habitantes.

Ubicación de la ciudad de Motta d'Affermo dentro de la provincia de Mesina.

## Historia
Motta D'Affermo tiene su origen como un pequeño asentamiento que surgió de la diáspora de los habitantes de Halaesa en la época imperial tardía romana y con la posterior colonización bizantina (siglos VII-IX). De hecho, Sparto, el antiguo nombre del centro, es un topónimo de derivación helénica, ya que en griego antiguo y moderno significa "escoba" (Σπάρτο), incluso hoy el arbusto caracteriza fuertemente las colinas del territorio de Motta. especialmente durante la primavera.
Después de la dominación árabe (827-1091), el conde Roger el Grande, entre finales del siglo XI y principios del XII, repobló numerosos asentamientos con colonos lombardos, y con colonos de Apulia y Calabria procedentes de los territorios ya bajo dominio. y la influencia normanda. La antigua aldea de Esparto también participó en esta recolonización, habiendo pasado mientras tanto bajo el dominio de uno de los 136 caballeros que acompañaron al normando.
El primer exponente feudal conocido fue Roberto de Sparto quien en 1266, para apoyar la causa legítima de Manfredi, fue derrotado con otros caballeros en Benevento por Carlos de Anjou y fue expropiado del dominio de la aldea. Esparto, en 1270, fue confiada a Hugues de Brusa, un soldado mercenario francés.
En 1272, el maestro de las defensas reales Dreuv de Lazabard (Zavaterius) fue nombrado señor de Esparto. En 1278, el Papa Nicolás III nombró al monje basiliano Pafnuzio del monasterio de Santa María de Esparto, abad de Santa María della Grotta en Palermo. En 1282, en la colección de Pedro de Aragón, aparece Esparto como un lugar capaz de proporcionar 5 arqueros.
En 1296 Giovanna Chiaramonte es titulada señora de la masía en el catálogo de los barones del rey Jaime. En 1344 Costanza Chiaramonte vendió la masía a Blasco D'Alagona. La escritura de compraventa constituye el primer documento descriptivo del territorio. En 1375 la masía fue vendida por Artale D'Alagona a Raimondo Ripa, quien ratificó su posesión sólo en papel.
Hacia 1380 un caballero, Muchius Albamonte alias de Fermo, repobló la masía, renovó el castillo y se proclamó señor y barón de la Motta di Sparto. En 1392, Muchius murió durante algunos enfrentamientos y su esposa Margherita Ventimiglia reclamó la posesión del feudo. En 1397, durante la distribución de impuestos, el rey Martín cambió el nombre a Motta di Fermo. El nombre Motta es común a muchas otras ciudades italianas, aunque las razones de estos homónimos son ciertamente muy diferentes. A nivel etimológico, la palabra puede derivar de la antigua mota provenzal, obra de defensa de un castillo o incluso del francés mote, colina dotada de castillo, colina, presa. Nombres similares también están presentes en otras lenguas romances como el español o el portugués o en las germánicas tanto antiguas como modernas. Es probable que en nuestro caso nos refiramos a la parte alta del pueblo (en dialecto llamado fascieuddu) que se caracteriza por una planta fusiforme de las casas y que estaba rodeada de gruesos muros en defensa de la fortaleza que se encuentra en un posición estratégica y servía para el control de un vasto territorio.
En 1452 Giovanni Albamonte fue nombrado barón de Motta de Firmo. Uno de sus hijos, Guglielmo Albamonte, estuvo entre los trece campeones italianos que participaron en el heroico Desafío de Barletta.
En 1380, entre las primeras iniciativas hay que recordar la construcción de la iglesia de María SS. de los Ángeles. Esta, al ser Matrix, fue construida a expensas de la universitas y era un lugar de culto y reunión para la gente especialmente cuando había que tomar decisiones importantes. Uno de estos hechos fundamentales fue la estipulación del Capítulo entre el consejo cívico y el barón Giovanni Elia Minaguerra de Albamonte celebrado en 1544 en el interior de la misma iglesia. Fue en los edificios de culto y en su mobiliario donde la comunidad expresó lo mejor de sus posibilidades, también porque estos edificios eran lugares sacralizados por el entierro de los ciudadanos que, mientras tanto, distinguiéndose por las diversas actividades de artesanía y agricultura, habían organizado en pequeñas sociedades y hermandades de ayuda mutua. Entre las iglesias que fueron fruto de la iniciativa de estas asociaciones, se encuentran la iglesia de San Rocco (1575) y las iglesias de San Sebastiano y San Luca (siglo XVI), estas dos últimas ya desaparecidas.
En 1557 el feudo pasó a Vincenzo Bonaiuto. En 1607, el rey Felipe III incluso eligió la baronía de Motta di Fermo como marquesado a favor de Modesto Gambacurta. En 1632 el feudo pasó a ser propiedad del Monte dei Pegni de Palermo. En 1633 Gregorio Castelli compró el Marquesado de Motta, que pasó a ser prerrogativa de su Casa durante más de tres siglos con el título de Príncipe de Torremuzza, Señor y Marqués de Motta. Entre sus sucesores Gioacchino Castelli, obispo de Cefalú, y Gabriele Lancillotto Castelli (1727-1792), arqueólogo, mecenas y director e inspirador de la Real Academia de Estudios de Palermo.
Mientras tanto, en 1812 se abolió el feudalismo y la ciudad se organizó como municipio autónomo. En 1844 el centro fue trasladado de la diócesis de Cefalú a la diócesis de Patti. La población aumentó especialmente entre mediados del siglo VIII y el siguiente siglo XIX.
Durante el siglo XX el país se vio afectado por el fenómeno de la emigración. Al principio los flujos migratorios masivos se dirigieron hacia los Estados Unidos y Argentina, luego, a partir de los años cincuenta y sesenta, hacia las regiones industrializadas del norte y centro de Italia.[5]

## Evolución demográfica
| Gráfica de evolución demográfica de Motta d'Affermo entre 1861 y 2001 |
|                                                                       |
| Fuente ISTAT - Elaboración gráfica por parte de Wikipedia             |